# Gunnarsdóttir
Gunnarsdóttir ist ein weiblicher isländischer und färöischer Name.

## Herkunft und Bedeutung
Der Name ist ein Patronym und bedeutet Gunnars Tochter. Die männliche Entsprechung ist Gunnarsson (Gunnars Sohn).

## Namensträgerinnen
- Arndís Anna Kristínardóttir Gunnarsdóttir (* 1982), isländische Politikerin (Píratar)
- Ásdís Rán Gunnarsdóttir (* 1979), isländisches Model
- Ásta Birna Gunnarsdóttir (* 1984), isländische Handballspielerin
- Bjarkey Olsen Gunnarsdóttir (* 1965), isländische Politikerin (Links-Grüne Bewegung)
- Björk Gunnarsdóttir (* 1986), isländische Fußballspielerin
- Erna Sóley Gunnarsdóttir (* 2000), isländische Kugelstoßerin
- Guðbjörg Gunnarsdóttir (* 1985), isländische Fußballtorhüterin
- Guðrún Sóley Gunnarsdóttir (* 1981), isländische Fußballspielerin
- Júlíana Sara Gunnarsdóttir (* 1990), isländische Schauspielerin
- Kristín Helga Gunnarsdóttir (* 1963), isländische Kinder- und Jugendbuchautorin
- Salóme Gunnarsdóttir, isländische Schauspielerin
- Sara Björk Gunnarsdóttir (* 1990), isländische Fußballspielerin
- Sara Gunnarsdóttir (* 1982), isländische Regisseurin und Animatorin
- Sigrun Gunnarsdóttir (* 1950), färöische Malerin
- Silja Dögg Gunnarsdóttir (* 1973), isländische Politikerin (Fortschrittspartei)
- Valgerður Gunnarsdóttir (* 1955), isländische Politikerin (Unabhängigkeitspartei)
- Þorgerður Katrín Gunnarsdóttir (* 1965), isländische Politikerin (Viðreisn)